# Burg Windeck (Bühl)
Die Burg Windeck, auch Burg Alt-Windeck genannt, ist die Ruine einer Schwarzwälder Spornburg auf einem 378 Meter hohen Bergsporn im Bühler Stadtteil Kappelwindeck, Landkreis Rastatt in Baden-Württemberg.

## Geschichte

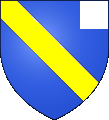
Windeck (Ortenau)

Die Burganlage wurde um 1200 durch die Herren von Windeck erbaut. Das wohl fränkischen Ursprungs in der Ortenau ansässige Geschlecht hatte reichen Allodialbesitz und zahlreiche Lehen unterschiedlicher Herren, wie zum Beispiel des Reichs, des Hochstifts Straßburg, der Grafen von Eberstein inne sowie die Vogtei des Klosters Schwarzach als Afterlehen der Burggrafen von Nürnberg. Urkundlich tritt 1212 als erster ein gewisser Melchior von Windeck in das Licht der Geschichte, und 1248 werden die Herren von Windeck in einer Urkunde des Klosters Schwarzach als Ministeriale des Bischofs von Straßburg erwähnt, die Burg jedoch erst 1335. Schon früh wurde sie durch Erbteilung zu einer Ganerbenburg.
Zu Beginn des 13. Jahrhunderts erbaute ein Zweig der Familie die Burg Neu-Windeck in Sichtweite von Alt-Windeck bei Lauf. Die Windecker Herren gerieten im Laufe des 13. und 14. Jahrhunderts mehrmals in Auseinandersetzungen mit benachbarten Grundherren, so zum Beispiel mit der Stadt Straßburg und in den sogenannten Schleglerkriegen mit den Grafen von Württemberg im Verbund mit den Martinsvögeln. Dabei wurde die Burg zwar belagert, aber niemals eingenommen und blieb so weitgehend unzerstört. Ende des 14. Jahrhunderts aber wurde sie von einem verheerenden Feuer heimgesucht. Ställe und Wohngebäude brannten aus, auch das wertvolle Archiv, Grundlage zahlreicher Rechtsansprüche, wurde vernichtet. Reinhard von Windeck ließ die zerstörten Bauten wiedererrichten. Durch Heirat der letzten Alt-Windeckerin Anna, einziges Kind des Burkhard von Windeck, kam die Burg 1466 an die Familie ihres Ehemanns, den Ritter Berthold IV. von Neu-Windeck. Seine Nachfahren nutzten die Anlage noch bis in das 16. Jahrhundert, doch seit 1561 diente sie bereits als Steinbruch für andere Bühler Gebäude, zum Beispiel die Kappelwindecker Kirche. Ihre Besitzer zogen deshalb in den moderneren Schlosshof (heute ein Hotel) in Bühl um.
Der letzte Erbe, Jakob von Windeck, wurde auf der Rückreise seiner Junkerfahrt, die ihn durch Frankreich, Spanien und Italien nach Palästina geführt hatte, in Venedig 1592 von einer heimtückischen Krankheit hinweggerafft. Die Lehen fielen an das Reich zurück, und die verbliebenen Allodien gingen zu gleichen Teilen an die beiden Schwestern: Alt-Windeck an Ursula und Neu-Windeck an Elisabeth.

## Beschreibung

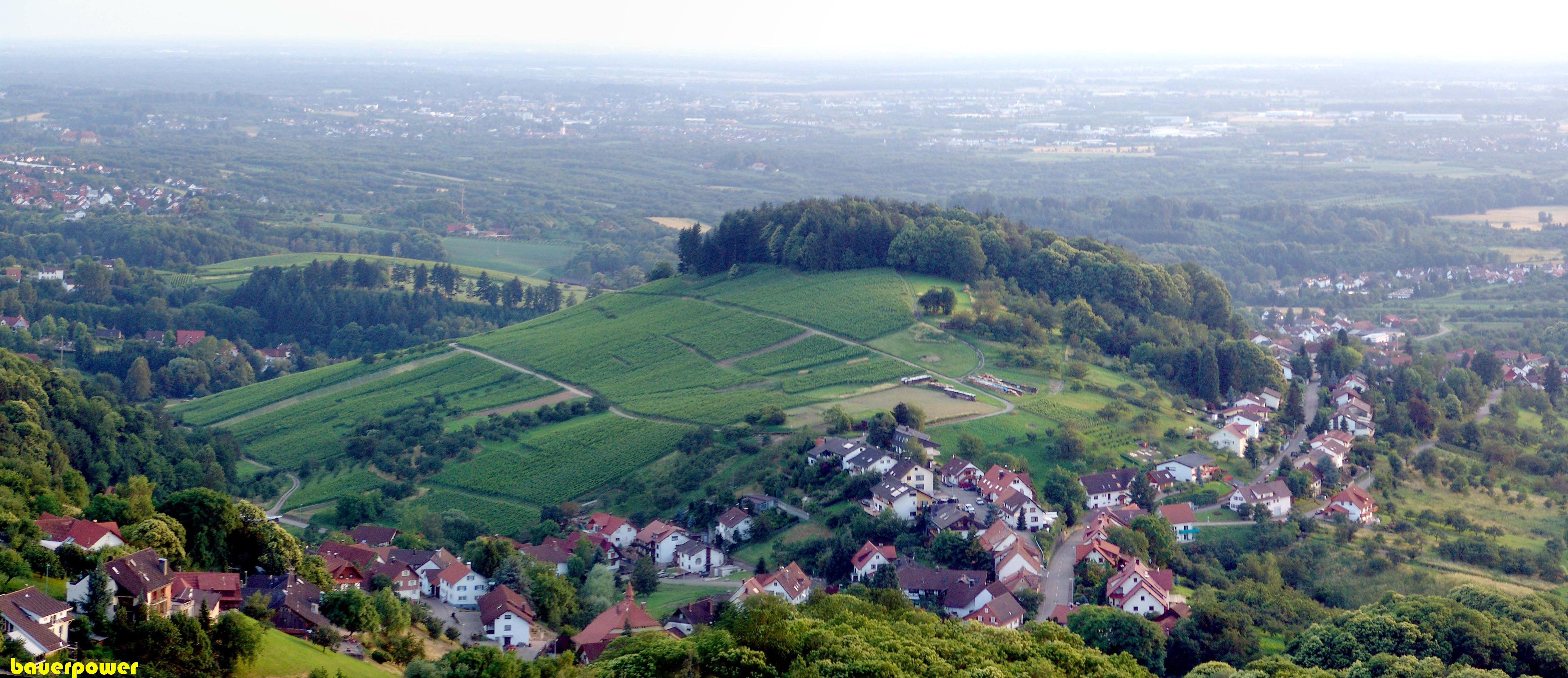
Panorama in Richtung Westen

Die Burg Windeck bei Nacht

Von der Anlage, die bei guter Witterung tagsüber besichtigt werden kann, sind heute nur noch die beiden Bergfriede, Gebäudereste sowie Teile der Ringmauer erhalten.
Die Burg bestand vermutlich aus einer unteren und einer oberen Burg, die jeweils einen eigenen Bergfried und einen Palas besaßen.
Der kleinere, nordwestliche, 24 Meter hohe Bergfried mit einem Grundriss von etwa 8,5 mal 8,5 Metern diente zum Schutz des Burgtores und bewachte die Talseite. Von ihm stehen heute nur noch die Außenmauern. Der südöstliche, 27,6 Meter hohe Bergfried erhebt sich auf einer Grundfläche von etwa 9,6 mal 9,8 Metern und kann als Aussichtsturm bestiegen werden. Sein unteres Geschoss diente vermutlich als Verlies oder Vorratsraum. Im Notfall war er mit seinen dicken Mauern zudem Zufluchtsort für die Burgbewohner. Heute führt eine Treppe mit insgesamt 135 Stufen zur Aussichtsplattform, von der sich ein guter Blick auf Bühl und in die Rheinebene bietet. Im ersten und zweiten Geschoss des sich nördlich anschließenden Palasbaus befanden sich wahrscheinlich repräsentative Räume, so zum Beispiel der Rittersaal.
An der westseitigen Wand des südöstlichen Bergfrieds ist ein Soldatenrelief sowie eine Gedenktafel an Gefallene des Ersten Weltkriegs angebracht.
Am Fuß der Burgruine wird heute das Hotel und Restaurant „Burg Windeck“ betrieben.